# Bordj el Baroud
Bordj el Baroud est une ancienne tour de guet située au sud de l'embouchure de l'oued Ksob près d'Essaouira, au Maroc. Ses vestiges s'érodent sur la large plage de sable du village de Diabat, face aux ruines phéniciennes de la pointe sud-est de l'îlot principal des îles Purpuraires.  
La tour a été construite par le sultan Mohammed ben Abdallah au XVIIIe siècle, sur les ruines d'un ancien édifice carthaginoise, qui servait de phare dans l'antiquité. Elle s' est écroulée le 13 janvier 1856, victime d'une crue de l'oued Ksob. 

## Dans la culture populaire
La plage pourrait être celle mentionnée dans le récit où Hérodote décrit le commerce des Phéniciens avec les peuples autochtones de cette partie de l'ouest du Maroc. 
Les habitants affirment que la ruine a inspiré la chanson de Jimi Hendrix Castles Made of Sand, de l'album Axis: Bold As Love, légende peu crédible puisque Hendrix ne visite Essaouria qu'en 1969, deux ans après la sortie du disque. 
L'ouvrage est appelé à tort « le château portugais » par les guides locaux, confusion avec le Castelo Real, fort érigé en 1506 dans le port de la ville d'Essaouira par les Portugais. 